# Tanaro
Pour les articles homonymes, voir Tanaro (homonymie).
Le Tànaro (Tana ou Tòn-no en dialecte, Tane ou Tani en langue piémontaise) est le second cours d'eau le plus important du Piémont après le Pô.
C’est le principal affluent de rive droite du Pô, et le sixième cours d'eau le plus important d'Italie pour sa longueur (276 km) après le Pô, l'Adige, le Tibre, l'Adda et l'Oglio et le quatrième pour la superficie du bassin (8 324 km2) après le Pô, le Tibre et l'Adige.

## Parcours
Le Tanaro naît à l’extrémité méridionale du Piémont sur les confins avec la Ligurie des Alpes ligures, précisément du mont Saccarel (2 200 m) avec le nom de Tanarello et court, initialement sur une dizaine de kilomètres, dont les quatre premiers en territoire piémontais et le restant en territoire ligure (commune de Cosio di Arroscia), en aval, près du hameau de Ponte di Nava (Ormea) où il reçoit à gauche l’apport du Negrone, torrent qui naît à la pointe Marguareis (2 650 m) en territoire piémontais.
À partir de cette confluence le cours d'eau double son débit et change de nom, devenant le Tanaro. Il se dirige vers le nord-est comme torrent alpin dans une étroite vallée boisée, marquant pour quelques kilomètres la limite entre le Piémont et la Ligurie.
Une fois le centre de Ponte di Nava passé, il reçoit à droite le Rio Nava et entre définitivement en territoire piémontais près d'Ormea où il reçoit en rive gauche le Rio Armella. 
Le débit sur ce tronçon diminue à cause d’un prélèvement artificiel (moyenne annuelle 6,9 m3/s).
Plus en aval, après avoir baigné la commune de Garessio, il reçoit à gauche le Rio Inferno et à droite le Rio Malsangua. Il coule sur quelques kilomètres dans une grande cuvette dominée par les cimes des Alpes ligures et rejoint Bagnasco. Son débit est à ce point de 9,1 m3/s. 
La rivière oblique vers le nord-ouest puis vient baigner la commune de Ceva où elle reçoit à sa droite le torrent Cevetta.
De là, le Tanaro perd son aspect de torrent pour un cours plus calme et sinueux dans les collines Langhe. Poursuivant vers le nord, il rejoint le centre de Castellino Tanaro où son débit moyen est de 12,40 m3/s.
Sur ce tronçon, le lit s’encaisse profondément entre les reliefs des Langhe et l'Altopiano Monregalese, devenant assez régulier, créant des calanques d’érosion et changeant sa couleur d’origine claire pour des eaux plus troubles à cause du sol argileux de la vallée.
À Lesegno, il reçoit le premier affluent important de rive gauche, le Corsaglia (10 m3/s en moyenne). Après quoi, barré par une digue pour des besoins hydroélectriques, son lit se trouve à sec sur environ 1 km. Une autre digue près de Niella Tanaro récupère les eaux qu’il avait retrouvées.
À Bastia Mondovì (débit moyen 29 m3/s), une autre digue réduit de nouveau le cours pour quelques kilomètres. La rivière reçoit divers affluents dont l'Ellero (moyenne 7 m3/s), le Pesio (moyenne 10 m3/s) et le Mondalavia qui accroissent notablement le volume d’eau du Tanaro.
À Clavesana le fleuve perd une partie de ses eaux pour des besoins industriels ou d’irrigation. Même scénario plus en aval, comme à Farigliano, où le fleuve a un débit de 38,70 m3/s. A Monchiero, jusqu’à la confluence avec le torrent  Rea (moyenne 1,7 m3/s)  et à Narzole où l’eau est de nouveau retenue par une grosse digue.
À Cherasco, avec un débit moyen de 41 m3/s, le Tanaro vire vers l’est et s’unit avec la Stura di Demonte, assez riche en eaux (moyenne 47 m3/s), son principal affluent de gauche (111 km).
À partir de là, le Tanaro change d’aspect dans une vallée plus ample (3-4 km) et son lit s’élargit, se divisant en plusieurs bras secondaires. Son débit s'accroît pour atteindre les 85 m3/s ; sur ce tronçon il baigne Pollenzo et, barré par une nouvelle digue, alimente le Canale di Verduno.
À Alba, il reçoit à droite comme à gauche de modestes torrents : Rio della Gera, Mellea et Riddone, venant du territoire de Roero. Le  Talloria (1,8 m3/s),  Cherasca (0.7 m3/s) et Seno d'Elvio, venant des Langhe.
La rivière rejoint Isola d'Asti, entrant ainsi dans le Montferrat (Italie) et en province d'Asti ; là elle traverse la périphérie sud d’Asti, reçoit à sa gauche le Borbore (5 m3/s) et la Versa (2 m3/s).
Après avoir traversé Castello di Annone et Rocchetta Tanaro, elle entre dans la province d'Alexandrie, longe Masio où elle reçoit à droite le Tiglione et le Felizzano où la dernière digue utilise ses eaux, débutant ainsi son cours de plaine fermé par deux autres digues.
Près du hameau de Villa del Foro, sur sa droite, il reçoit le Belbo (86 km et débit de 6 m3/s) et le Canale Carlo Alberto. Canalisé, il traverse Alexandrie, avec un débit moyen d’environ 100 m3/s, et reçoit aussi le dernier affluent de gauche, le Rio Nuovo di Loreto.
À Pavone, quelques kilomètres en aval d’Alexandrie, le Tanaro sinue devant les derniers contreforts du Montferrat.
Le Tanaro reçoit son principal affluent de droite, la Bormida (154 km et 40 m3/s) qui porte son débit à une moyenne de 131,76 m3/s.
Enfin, après Rivarone, le Tanaro passe sous le pont de Bassignana pour aller se jeter dans le fleuve Pô.

## Affluents
| Principaux affluents et situations de leurs confluences | Principaux affluents et situations de leurs confluences | Principaux affluents et situations de leurs confluences | Principaux affluents et situations de leurs confluences | Principaux affluents et situations de leurs confluences | Principaux affluents et situations de leurs confluences |
| Nom                                                     | longueur                                                | Rive de confluence                                      | Altitude                                                | Lieu                                                    | Coordonnées                                             |
| ------------------------------------------------------- | ------------------------------------------------------- | ------------------------------------------------------- | ------------------------------------------------------- | ------------------------------------------------------- | ------------------------------------------------------- |
| Pesio                                                   | 43 km                                                   | Gauche                                                  | 270 m                                                   | Carrù                                                   | 44° 28′ 00″ N, 7° 53′ 21″ E (1)                         |
| Stura di Demonte                                        | 111 km                                                  | Gauche                                                  | 193 m                                                   | Cherasco                                                | 44° 39′ 04″ N, 7° 52′ 57″ E (2)                         |
| Borbore (it)                                            | 45 km                                                   | Gauche                                                  | 100 m                                                   | Asti                                                    | 44° 53′ 05″ N, 8° 12′ 41″ E (3)                         |
| Belbo                                                   | 95 km                                                   | Droite                                                  | 94 m                                                    | Alexandrie                                              | 44° 53′ 42″ N, 8° 31′ 35″ E (4)                         |
| Bormida                                                 | 153 km                                                  | Droite                                                  | 81 m                                                    | Alexandrie                                              | 44° 56′ 04″ N, 8° 40′ 30″ E (5)                         |

### En rive gauche
- Negrone (it)
- Rio Armella (Ormea)
- Rio Inferno (Garessio)
- Corsaglia (Lesegno)
- Ellero (Bastia Mondovì)
- Pesio (Bastia Mondovì)
- Mondalavia (it) (Narzole)
- Stura di Demonte - (Cherasco)
- Rio della Gera - (Cinzano)
- Rio Mellea - (Santa Vittoria d'Alba)
- Riddone - (Alba)
- Borbore (it) - (Asti)
- Versa (it) - (Asti)
- Rio Nuovo di Loreto - (Alexandrie)

### En rive droite
- Tanarello (it)
- Rio Nava
- Armella (Ormea)
- Rio Malsangua (Garessio)
- Cevetta (it) (Ceva)
- Rea (Monchiero)
- Talloria (Alba)
- Cherasca (Alba)
- Seno D'Elvio (Alba)
- Tiglione (it) (Masio)
- Belbo (Villa del Foro)
- Canal Carlo Alberto (Villa del Foro)
- Bormida (Montecastello)

## Assiette hydro-géologique
Le Tanaro se caractérise par ces crues saisonnières qui peuvent atteindre facilement un débit de 2 000 m3/s.
Le fleuve possède en outre une notable capacité érosive avec un temps d’écoulement relativement bref en cas de fortes précipitations : Une onde de crue formée à partir de l’amont (zone de Garessio) arriverait à l’embouchure du Pô à Montecastello en 24-48 heures. 
Cela montre combien le bassin du fleuve est soumis à un équilibre fragile de son système hydrologique, souvent sujet à des phénomènes d’éboulement, glissements de terrain, érosions, ravinements… 
La situation se complique par le processus d’urbanisation, parfois sauvage, le long du fleuve dans des zones inondables, longées par un cours canalisé, encombré de limons qui, en s'entassant au fil des crues, ne font qu’augmenter le niveau des eaux à chaque fois.

## Alluvions
Un des derniers désastres significatifs qui a touché le bassin du fleuve, le 5-6 novembre 1994, après 3 jours de pluie continue (plus de 600 mm) : une onde de crue, formée le 5 à Garessio, dévasta tous les habitats riverains pour arriver à l'embouchure du Pô le 7 novembre.
Durant l'évènement, les mesures effectuées sont révélatrices du phénomène :
- à l'hydromètre de Farigliano, le fleuve monte de 9 mètres (bien 3 mètres au-delà du précédent niveau historique) avec un débit maxi de 3 400 m3/s. ;
- à Alba, Asti et Alexandrie, l'amplitude de la crue fut comprise entre 4 000 et 4 200 m3/s ;
- à Montecastello, peu de km avant l'embouchure : 5 000 m3/s (la moyenne étant de 132) avec 8,50 m de hauteur d'eau.